# 1982 (album)
Albums par Statik Selektah & Termanology
2012
(2011)
Albums par Termanology
Politics as Usual
(2008) G.O.Y.A. (Gunz Or Yay Available)
(2013)
Albums par Statik Selektah
100 Proof: The Hangover
(2010) Population Control
(2011)
1982 est le premier album collaboratif de Statik Selektah et Termanology (sous le nom 1982), sorti le 26 octobre 2010.

## Liste des titres
| No  | Titre                                                  | Contient un (des) sample(s) de                                              | Durée |
| --- | ------------------------------------------------------ | --------------------------------------------------------------------------- | ----- |
| 1.  | The World Renown                                       | Is It Him or Me de Jackie Jackson Feeling Tense de J. Richford et G. Stevan | 5:17  |
| 2.  | People Are Running                                     | Sputnik de Sidney Owens & North, South Connection                           | 2:30  |
| 3.  | Things I Dream (featuring Lil' Fame)                   |                                                                             | 3:03  |
| 4.  | Goin' Back (featuring Cassidy et Xzibit)               | Got to Get Back to Louisiana d'Elmer Parker, Brenda Parker et Nite Lighters | 2:35  |
| 5.  | The Radio                                              | Mama Said Knock You Out de LL Cool J                                        | 3:09  |
| 6.  | Wedding Bells (featuring Jared Evan)                   |                                                                             | 3:17  |
| 7.  | You Should Go Home (featuring Bun B et Masspike Miles) | Since I Found You (Love Is Better Than Ever) de Candy Bowman                | 3:42  |
| 8.  | Tell Me Lies (featuring Styles P)                      | Con Me des Paragons                                                         | 3:19  |
| 9.  | Life Is What You Make It (featuring Saigon et Freeway) | Your Love Is Much Too Strong d'Isaac Hayes                                  | 3:05  |
| 10. | Freedom (featuring Reks)                               | Children of the Ghetto de Courtney Pine                                     | 3:48  |
| 11. | Still Waiting                                          | Hurry Home de Cheryl Lynn                                                   | 2:52  |
| 12. | The Street Life                                        |                                                                             | 3:16  |
| 13. | Thugathon 2010 (featuring M.O.P.)                      | Here We Are de Churchill                                                    | 3:12  |
| 14. | The Hood Is on Fire (featuring Inspectah Deck)         |                                                                             | 3:23  |
| 15. | Born in '82                                            | Romeo des Dynamic Superiors                                                 | 2:42  |
| 16. | Help                                                   |                                                                             | 3:16  |